# Мільмаркос
Мільмаркос (ісп. Milmarcos) — муніципалітет в Іспанії, у складі автономної спільноти Кастилія-Ла-Манча, у провінції Гвадалахара. Населення — 109 осіб (2010).
Муніципалітет розташований на відстані близько 170 км на північний схід від Мадрида, 120 км на північний схід від Гвадалахари.

## Демографія
Динаміка населення (INE ):